# Cuphea micropetala
Cuphea micropetala är en fackelblomsväxtart som beskrevs av Carl Sigismund Kunth. Cuphea micropetala ingår i släktet blossblommor, och familjen fackelblomsväxter. Inga underarter finns listade i Catalogue of Life.

## Bildgalleri

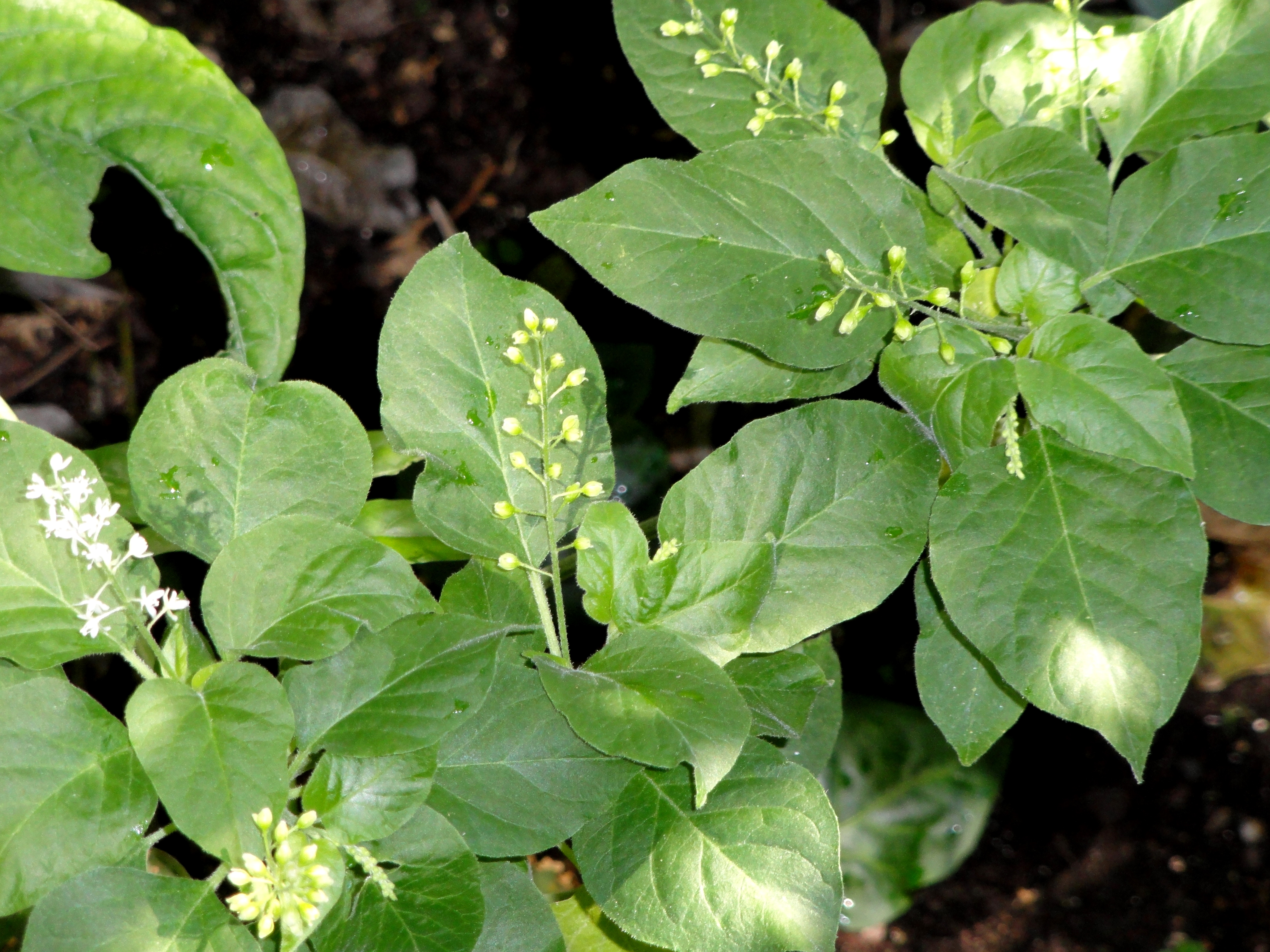
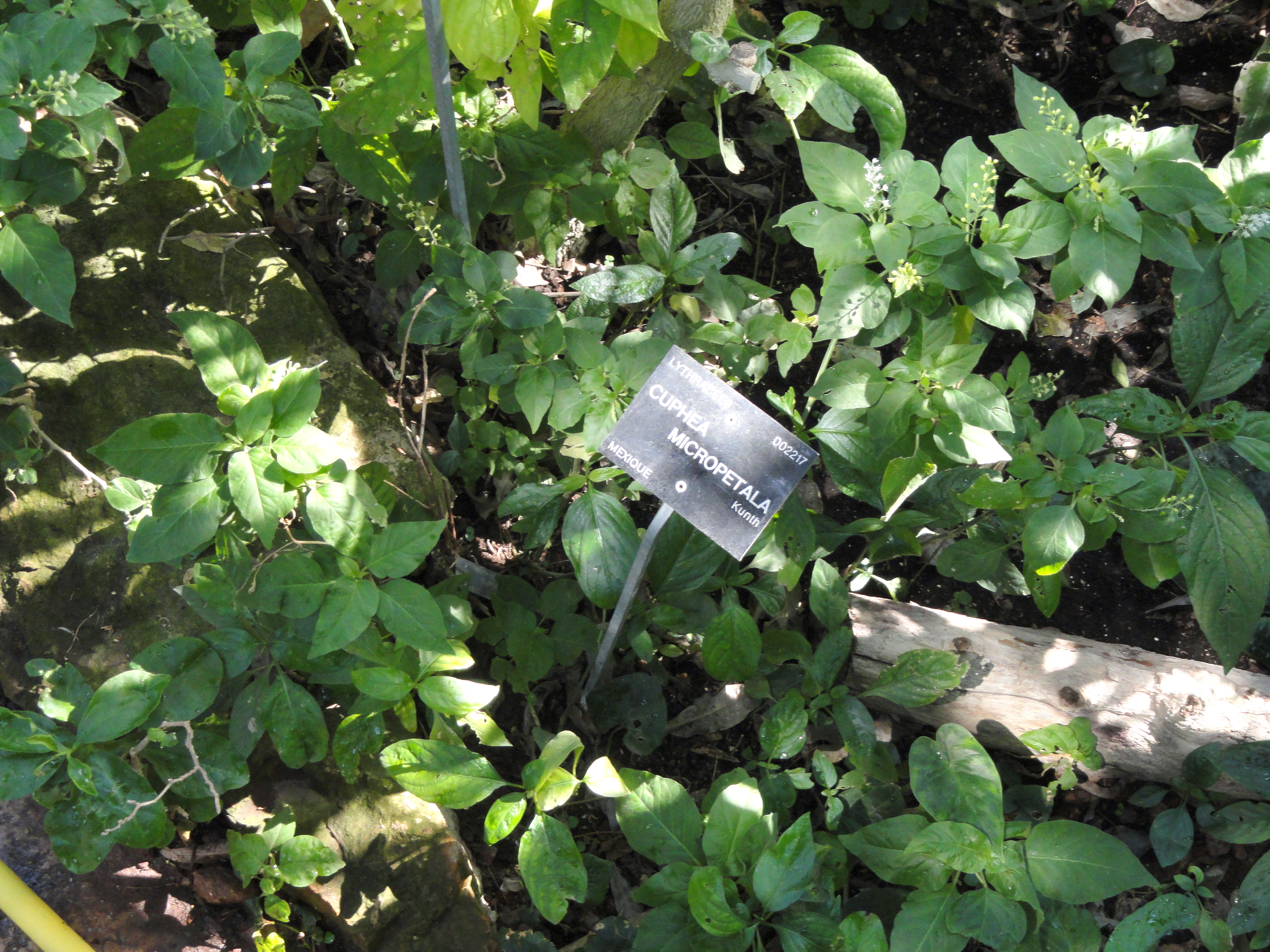